# Мюнхенський театр маріонеток
Мюнхенський театр маріонеток (нім. Münchner Marionettentheater) — приватний ляльковий театр у столиці Баварії (Німеччина) місті Мюнхені; вважається першим стаціонарним ляльковим театром у німецькомовному просторі (в цілому у Європі та світі).

## Загальні дані
Мюнхенський театр маріонеток розташований за адресою:
вул. Блюменштрассе, буд. 32, м. Мюнхен—80331 (Баварія, Німеччина).
Будівля театру, зведена за проектом Теодора Фішера 1900 року, міститься в районі старих міських мурів біля Брами Sendlinger, тепер Блюменштрассе (досл. «Квіткова вулиця»). Зовні вигляд будівлі — класичний двосхилий будинок-«храм муз», інтер'єр — сцена і глядацька зала зроблені за бароковими взірцями.

## З історії театру
Ляльковий і зокрема маріонетковий театр стає популярним у Європі з кінця XVIII століття — вистави гралися на ярмарках та інших великих скупченнях народу. Вистави були розраховані як на дітей, так і для дорослої авдиторії, а самі́ театри були пересувними, переїжджаючи з місця на місце. Темами вистав ставали легенди та перекази, в тому числі місцеві, бувальшини, казки, в тому числі використані в подальшому в професійному мистецтві, зокрема такі як «Чарівна флейта» або «Фауст».

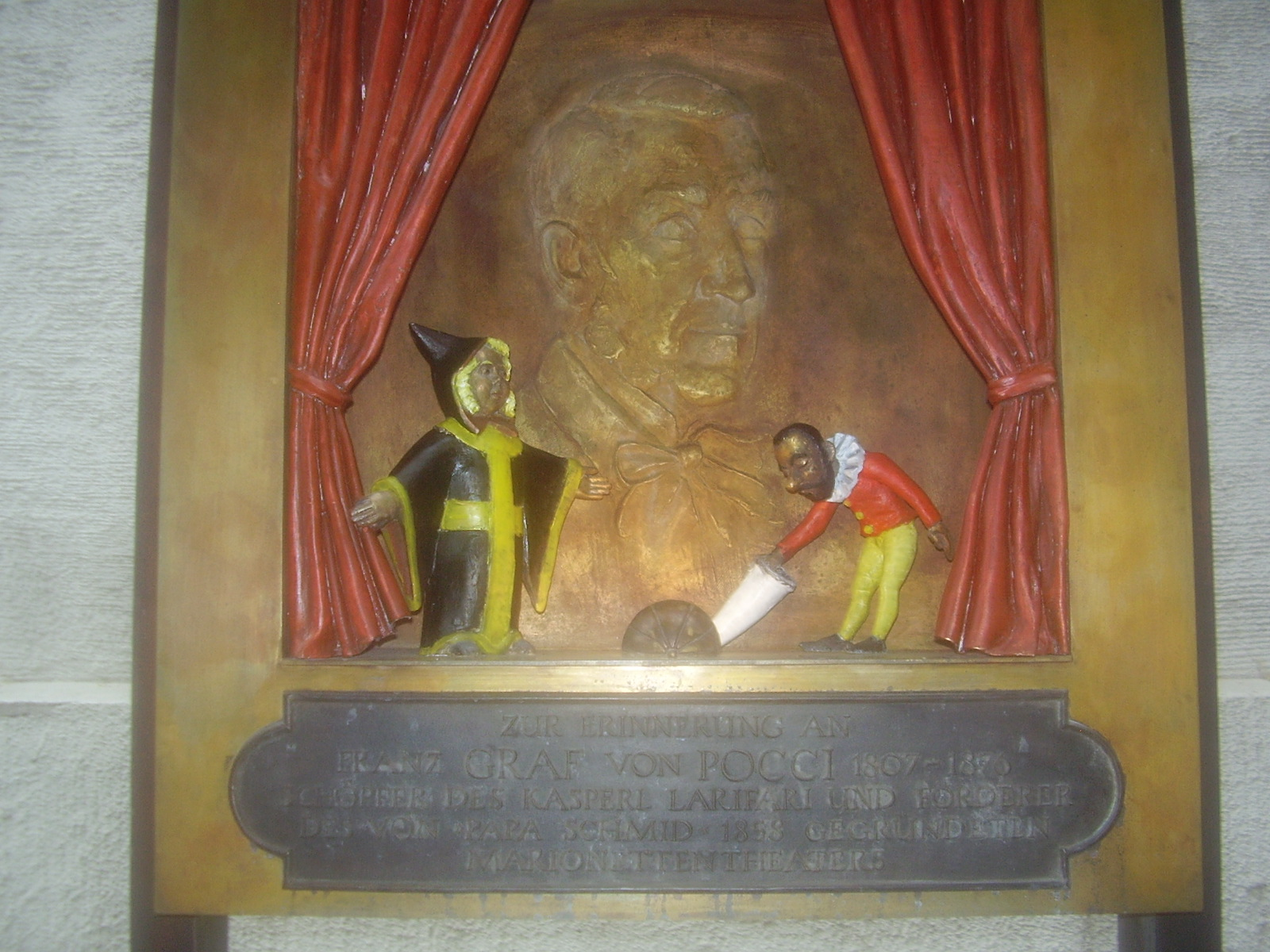
Оригінальна меморіальна дошка на вшанування Франца фон Поччі, мюнхенського лялькаря-винахідника

У середині XIX століття в баварського лялькаря Йозефа Леонарда Шміда (Josef Leonhard Schmid, 1822–1912), значного пізніше просто як «Тато Шмід» (Papa Schmid), зародилася ідея відкриття з педагогічною метою стаціонарного лялькового театру. Цю свою ідею Йозеф Шмід виклав у офіційному листі від 10 вересня 1858 року, спрямованому до Вищої шкільної комісії (нім. Hohe Schul-Commißion). Головна думка послання Шміда полягала в тому, щоб надати дітям і підліткам розвагу з повчальним змістом в стаціонарному приміщенні, прибравши їх таким чином з вулиць, в тому числі від вештання ярмарковими майданами.
Татові Шміду вдалося знайти однодумців своєї яскравої ідеї — одним з його найбільших прибічників та зрештою співзасновників театру став Франц Ґраф фон Поччі (Franz Graf von Pocci)
18 листопада 1858 року Йозеф Шмід отримав дозвіл на здійснення вистав, відтак Мюнхенський театр маріонеток відкрився 5 грудня 1858 року показом романтичного спектакля «Prinz Rosenroth und Prinzessin Lilienweiß oder die bezauberte Lilie».
Після перших складних років роботи Мюнхенський театр маріонеток заслужив великий успіх, та минули роки, перш ніж театр став стаціонарним — у 1900 році. Йозеф Шмід керував своїм дітищем до кінця свого життя в 1912 році.
Мюнхенський театр маріонеток, будучи першим подібним, мав значний вплив на розвиток лялькових театрів у німецькомовному середовищі (Німеччина, Австрія, Швейцарія), і в теперішній час лишається значним осередком культурного дозвілля в Мюнхені.

## З репертуару
Репертуар мюнхенських лялькарів не є однорідним, і розрахований він уже від початку був, на відміну від тодішніх пересувних вистав лялькарів, в першу чергу на дитячу авдиторію.
Досягненням (і «родзинкою») мюнхенських лялькарів, власне Франца Ґрафа фон Поччі стало винайдення власної ляльки театру — Касперля Ларіфарі (Kasperl Larifari), вистави про пригоди якого завоювали велику популярність глядачів, і донині є востребуваними. Однак, у теперішній час у афіші театру також традиційні німецькі та світові казки, як народні, так і літературні, в тому числі «Карлик Ніс» за Гауффом або власна версія «Вінніпуха» (за Мілном), спектаклі за класикою («Чарівна флейта» Моцарта), а також освітні, в тому числі на історичну тематику, лялькові постановки. Деякі з вистав розраховані, крім дітей, на дорослу публіку.

## Виноски
1. ↑  Мюнхенський театр маріонеток [Архівовано 23 червня 2006 у Wayback Machine.] на www.muenchen.de (Офіційний міський (веб)-портал Мюнхена [Архівовано 13 вересня 2002 у Library of Congress]
2. ↑  http://geodaten.bayern.de/denkmal_static_data/externe_denkmalliste/pdf/denkmalliste_merge_162000.pdf
3. ↑  Чинна афіша театру [Архівовано 23 березня 2010 у Wayback Machine.] на Офіційна вебсторінка театру [Архівовано 17 квітня 2010 у Wayback Machine.] (нім.)